# 강의석 (유도 선수)
강의석(姜義錫, 1960년 - )은 대한민국의 유도 선수이다.

## 약력
- 비봉중학교 재학 시부터 유도를 시작
- 비봉고등학교 유도부원
- 1977년 10월 12일 제23회 전국우수고교초청유도선수권대회에서 단체로 출전하여 우승
- 1978년 3월 한국체육대학교 입학
- 1978년 10월 18일 ~ 10월 23일 제4회 아시아유도선수권대회에 서브라이트급으로 출전
- 1979년 9월 제10회 세계유도선수권대회 파견 국가대표 선발전에서 1,2,3차전에서 모두 우승
- 1979년 11월 19일 프랑스 파리에서 개최된 제10회 세계유도선수권대회에 출전, 전지훈련차 출국
- 1979년 12월 1일 ~ 12월 9일 제10회 세계유도선수권대회에 엑스트라이트급으로 출전
- 1980년 1월 19일 서울 태릉선수촌에서 개최된, 소련모스크바 올림픽에 파견되는 국가대표 유도선수 선발전에서 엑스트라이트급에서 1등
- 1980년 7월 16일 여의도 유도회관에서 개최된 '제6회 세계대학생 유도선수권대회' 파견 선발전에서 엑스트라이트급에서 2등하여 국가대표에 선발되었다.
- 1980년 9월 17일 폴란드에서 개최된 '제6회 세계대학생 유도선수권대회' 참석차 출국
- 1980년 9월 24일 ~ 9월 28일 폴란드 블로슬로에서 개최된 '제6회 세계대학생 유도선수권대회'에 출전
- 1980년 9월 27일 '제6회 세계대학생 유도선수권대회'에 3일차에 일본 선수를 꺾고 은메달을 획득하였다.
- 1980년 9월 30일 단체전에 출전, 일본을 꺾고 불가리아와 공동 3위를 차지하였다.
- 1980년 10월 2일 대한항공편으로 귀국
- 1980년 12월 메달 획득 국가대표 선수 표창 때 대한유도회 표창장 수상
- 1981년 2월 7일 인도네시아에서 개최되는 '제4회 아시아유도선수권대회'와 9월에 개최되는 '제12회 세계유도선수권대회' 후보선수에 엑스트러라이트급의 1인으로 선발, 200일간 장기훈련을 받았다.
- 1981년 3월 13일의 1차 선발전에서 우승하였으나, 2차 선발전에서 부상으로 출전하지 않았다. 그러나 5월 28일 3차 선발전에서 우승하여 최종 선정되었다.
- 1981년 6월 5일 최종 선발에서 탈락하자 한국체육대학교측에 공개은퇴 의사를 보내고, 김관현, 윤익선(尹益善) 등과 함께 항의하는 뜻에서 공개 은퇴를 선언하였다. 그러나 한국체육대학교측의 만류로 훈련에는 참가하다.
- 1982년 2월 한국체육대학교 졸업
- 1982년 4월 9일 쌍용그룹의 실업팀인 쌍용유도단이 창단되자, 바로 스카웃되었다.
- 1982년 6월 1일 대한체육회에서 국가대표 체육선수 중 25명의 우수 선수를 정부에 병역특혜 건의할 때, 그도 병역특혜대상자의 한 사람에 선정되다.
- 1982년 6월 2일 제7회 세계 대학생 유도선수권대회 선발전에서 실업팀 소속으로 우승, 대표단에 엑스트러라이트급의 한 사람으로 선발되었다.
- 1982년 7월 26일 제7회 세계 대학생 유도선수권대회 참석차 출국
- 1982년 8월 3일~8월 7일 핀란드 야바라스키라에서 개최된 제7회 세계 대학생 유도선수권대회에 출전
- 1982년 8월 7일 금메달 획득이 어렵다는 언론 보도가 있었으나, 제7회 세계 대학생 유도선수권대회 개인전 마지막날에 브라질계 일본인 시노하라를 꺾고 엑스트러라이트급에서 금메달을 획득
- 1982년 9월 17일 야구의 최동원 등 65명과 함께 병역특혜를 받다.
- 1982년 10월 실업팀에서 상무팀으로 전환되다.
- 1982년 10월 30일 제4회 미국 오픈유도선수권대회에 출전, 첫날 결승전에 진출, 일본의 후지와라 마사오를 판정승으로 이겨 금메달 획득
- 1982년 12월 25일, 83년 1월 5일~1월 6일 개최되는 일본 도쿄의 제1회 국제대학생유도대회에 국가대표로 선발되어 출전
- 1982년 12월 27일 체육 유공자 42명을 포상할 때 체육훈장 기린장을 수여받았다.
- 1983년 1월 3일 JAL기 편으로 다른 선수들과 함께 일본행
- 1983년 1월 5일~1월 7일 일본 도쿄의 제1회 국제대학생유도대회에 출전
- 1983년 1월 7일 일본 도쿄의 무도관에서 개최된 제1회 국제대학생유도대회에서 일본의 키다와 무승부로 은메달 획득
- 1983년 1월 14일 84년 로스엔젤레스 올림픽과 86년 아세안 게임 출전 국가대표 유도선수 예비로 선발, 강화훈련을 받았다.
- 1983년 3월 5일 제1회 국제대회파견 유도상비군선발대회에서 1,2,3차에서 탈락했으나 패자부활전에서 우승하다. 3월 7일 상비군선발대회 20명의 한 사람으로 선발되었다.
- 1983년 세계 선수권 대회에서 일본의 호소카와를 세번 격퇴하다.
- 1983년 7월 모스크바에서 개최되는 세계선수권대회 선발전에서 김재엽에게 패하여 2위로 머물다.
- 1983년 7월 세계선수권대회 평가전에서 김재엽에게 패하여 2위로 머물다.
- 1984년 10월 23일 대한유도회 이사회에서 86 아세안 게임 국가대표 유도선수를 선발할 때 16명의 한 사람으로 선발되었다.
- 1984년 10월 29일~10월 31일 서울 장충체육관에서 열린 제13회 국제 군인유도선수권대회에 보충역 자격으로 출전
- 1984년 10월 31일 마지막 날 결승전에서 이탈리아 선수 레넬라를 판정승으로 이겨 금메달 획득
- 1985년1월 8일, 대한유도회 주최 1월 12일, 13일 프랑스 파리에서 열리는 파리오픈국제유도대회 출전 대표선수단과 같은 기간 일본에서 열리는 쇼리키(정력)컵 국제유도대회 참가 선수단을 선발할 때, 그는 프랑스 파리오픈국제유도대회 출전선수단으로 선발되었다.
- 1985년 1월 14일 프랑스 파리오픈국제유도대회의 3,4위 결정전에서 프랑스의 룩스에게 판정패하다.
- 1985년 2월 15일 LA 올림픽 국가대표 유도선수 선발전 첫날에서 우승하였다.
- 1985년 6월 이탈리아에서 개최된 국제 군인유도선수권대회에 출전하였으나 순위에 들지 못하다.
- 1985년 7월 5일 9월 세계대회와 유니버시아드 대회 출전선수 선발전에서 박한철에게 2회 연패, 허리부상과, 체중조절 실패로 2패 후 기권하였다.
- 1986년 3월 18일 유도 국가대표 선발전에서 홍성국에게 패하여 후순위로 밀리다.

## 같이 보기
- 유도
- 심권호